# Symphonie no 53 de Joseph Haydn

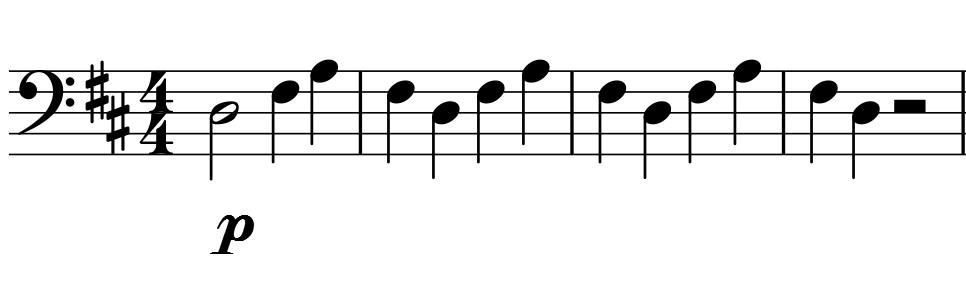
Symphonie no 53 de Joseph Haydn

La Symphonie no 53 de Joseph Haydn surnommée l'impériale en ré majeur, est une symphonie du compositeur autrichien Joseph Haydn, composée entre 1777 et 1780.
Son écriture se fit en plusieurs étapes, d'abord avec un finale écrit en 1777 puis avec un nouveau finale en 1780 avec l'ajout au premier mouvement d'une introduction lente.
Différentes versions de la symphonie circulèrent alors avec quatre finales différents dont certains ne sont pas de sa main.

## Instrumentation
- 1 flute, 2 hautbois, 1 basson, 2 cors (en ré), timbales, cordes.